# سجل موارد المياه السطحية الروسية

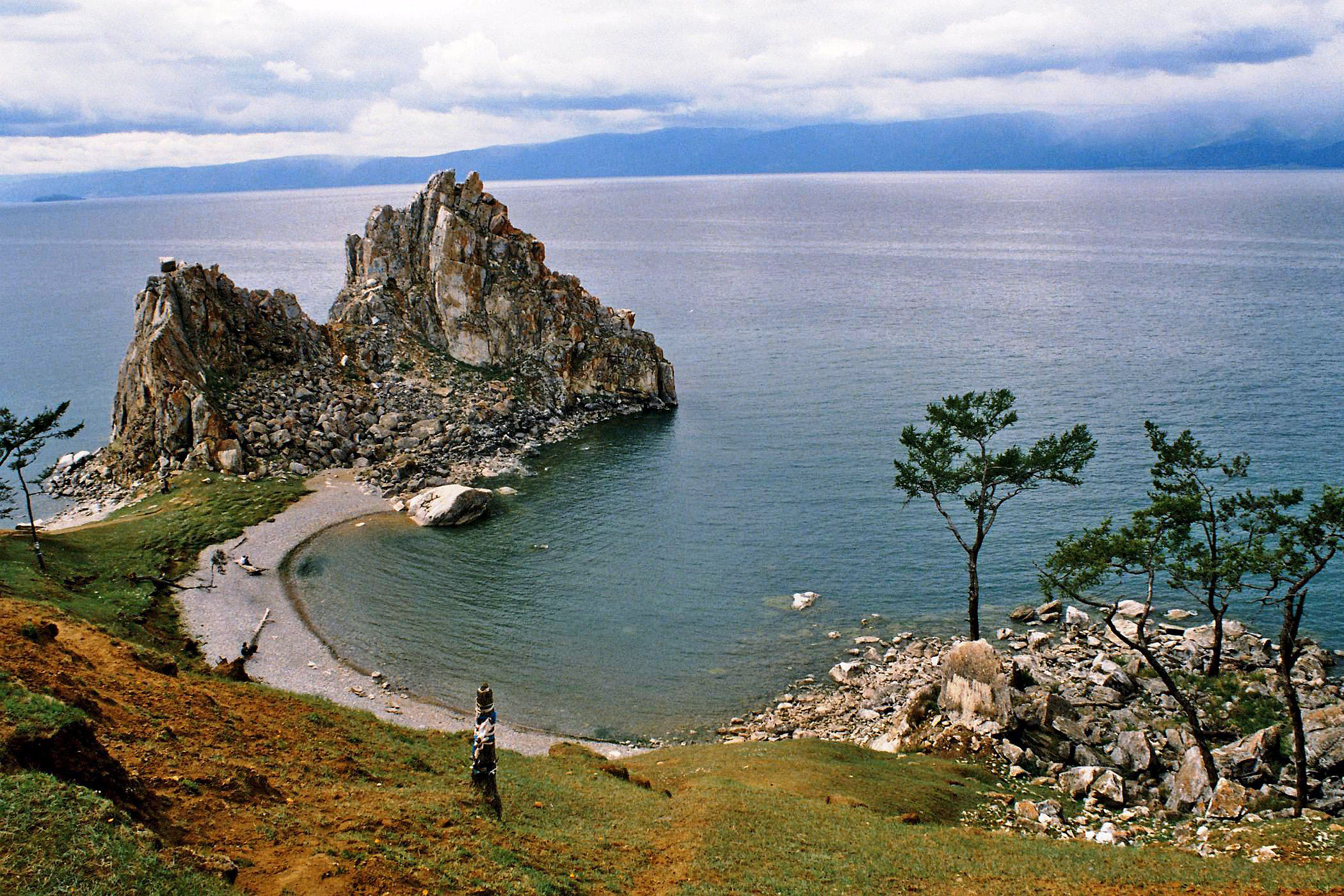
في جزيرة أولخون، يوم غائم - 2006

سجل موارد المياه السطحية الروسية (بالروسية:Государственный водный реестр) هو سجل المياه الحكومي، في تشريعات الاتحاد الروسي، وهو مجموعة منهجية من المعلومات الموثقة حول المسطحات المائية على المستوى الاتحادي، وممتلكات الكيانات المكونة للاتحاد الروسي، والبلديات، والأفراد والكيانات القانونية وأصحاب المشاريع الفردية، بشأن استخدام المسطحات المائية، وأحواض الأنهار ومناطق الأحواض.
المعلومات الواردة في السجل، والرجوع إلى مصادر المعلومات التي تمتلكها الدولة مفتوحة باستثناء المعلومات التي صنفتها تشريعات الاتحاد الروسي بأنها مخصصة لفئة محدودة من الأشخاص.
تستخدم سجلات الدولة الخاصة بالمياه من أجل معرفة اتفاقيات استخدام المياه، وقرارات منح المسطحات المائية للاستخدام ونقل الحقوق والالتزامات بموجب عقود استخدام المياه، فضلا عن إنهاء اتفاقية استخدام المياه.
تمت الموافقة على شكل سجل المياه الحكومي وقواعد تسجيل العقود من قبل وزارة الموارد الطبيعية في الاتحاد الروسي.